# Белова, Надежда Александровна
Наде́жда Бело́ва (2 сентября 1961, Петропавловск, Казахская ССР) — советская и украинская биатлонистка, чемпионка мира в эстафете, заслуженный мастер спорта. Тренер мужской украинской сборной по биатлону.

## Спортивная карьера
Первый год в биатлоне 1981, тренеры — В. Карленко, Ю. Бондарук. Первые серьёзные достижения в биатлоне — второе место в спринте и победа в эстафете на чемпионате мира 1986 года в составе сборной СССР. Кроме этого дважды становилась серебряным призёром этапов Кубка мира в составе сборной Украины — в спринте на этапе Кубка мира 1992/1993 в Антхольце и индивидуальной гонке сезона 1993/1994 на этапе в Бад-Гастейне. На Олимпийских играх в Лиллехаммере 1994 бежала одну гонку — индивидуальную за сборную Украины, в которой заняла 13-е место. Участница пяти чемпионатов мира — 1985, 1986, 1987 в составе сборной СССР и 1993, 1995 в составе сборной Украины. Завершила карьеру в сезоне 1995/1996 индивидуальной гонкой в Лиллехаммере, в которой заняла 18-е место. После завершения карьеры стала тренером сборной Польши по биатлону, до окончания сезона 2010/2011. С 2011 года тренировала молодёжную сборную России по биатлону. Была главным тренером женской сборной Украины на Олимпиаде в Сочи 2014, где её подопечные завоевали бронзу в спринте и золото в эстафете. С сезона 2014/2015 является старшим тренером основной мужской сборной Украины.
Награждена орденом княгини Ольги III степени (2014 год).